# Batalla del cabo Ecnomo
La batalla del cabo Ecnomo o batalla de Ecnomo (en griego antiguo: Ἔκνομος) fue una batalla naval librada en el sur de Sicilia, en 256 a. C., entre las flotas de Cartago y la República romana, durante la primera guerra púnica (264-241 a. C.). La flota cartaginesa estaba comandada por Hannón y Amílcar y la flota romana conjuntamente por los cónsules del año, Marco Atilio Régulo y Lucio Manlio Vulsón Longo. Resultó en una clara victoria para los romanos.
La flota romana de 330 buques de guerra más un número indeterminado de transportes zarpó desde Ostia, el puerto de Roma, y embarcó aproximadamente a 26 000 legionarios escogidos poco antes de la batalla. Planearon cruzar a África e invadir la patria cartaginesa, en lo que hoy es Túnez. Los cartagineses eran conscientes de las intenciones de los romanos y reunieron todos los buques de guerra disponibles, 350, frente a la costa sur de Sicilia para interceptarlos. Con un total combinado de alrededor de 680 buques de guerra que transportan hasta 290 000 tripulantes e infantes de marina, fue posiblemente la batalla naval más grande de la historia por el número de combatientes involucrados.
Cuando las flotas se reunieron, los cartagineses tomaron la iniciativa y la batalla se convirtió en tres conflictos separados, donde los cartagineses esperaban que sus superiores habilidades navales les permitiesen ganar la batalla. Después de un prolongado y confuso día de lucha, los cartagineses fueron derrotados de manera decisiva, con unas pérdidas de 30 barcos hundidos y 64 capturados frente a los 24 barcos romanos hundidos.

## Situación

### Operaciones en Sicilia

Territorio controlado por Roma y Cartago al comienzo de la primera guerra púnica.

En 264 a. C. los estados de Cartago y Roma entraron en guerra, lo que dio paso a la primera guerra púnica. Cartago era una potencia marítima bien establecida en el Mediterráneo occidental; Roma había unificado recientemente la Italia continental al sur del río Arno bajo su control. Esta expansión probablemente hizo inevitable que eventualmente chocara con Cartago por Sicilia con algún pretexto. La causa inmediata de la guerra fue la cuestión del control de la ciudad siciliana de Messana (la moderna Messina).
Hacia 241 a. C. la guerra había durado 15 años, con muchos cambios de suerte. Se había convertido en una lucha en la que los romanos intentaban derrotar a los cartagineses de manera decisiva y, como mínimo, controlar toda Sicilia, pero los cartagineses estaban comprometidos con su política tradicional de esperar a que sus oponentes se desgastaran, con la expectativa de recuperar algunas o todas sus posesiones y negociar un tratado de paz mutuamente satisfactorio. En el 260 a. C. los romanos construyeron una gran flota y durante los siguientes diez años derrotaron a los cartagineses en una sucesión de batallas navales; se apoderaron también lentamente de la mayor parte de Sicilia, incluidas las principales ciudades: Agrigentum (Agrigento moderno), conquistado en 262 a. C., y Panormus (Palermo moderno), en 254 a. C.

### Barcos

Representación de la posición de los remeros de los tres remos diferentes en un trirreme griego.

El buque de guerra típico de esta guerra fue el quinquerreme, una nave de cinco remos, como indica el nombre. Era una galera de unos cuarenta y cinco metros de eslora, cinco de manga a nivel del agua y un francobordo de unos tres metros, que desplazaba alrededor de cien toneladas largas (ciento diez toneladas cortas; cien toneladas). El experto en galeras John Coates sugiere que estos barcos podían navegar a una velocidad de siete nudos (13 km/h) durante períodos prolongados. La moderna réplica de la galera Olympias alcanzó velocidades de ocho nudos y medio (16 km/h) y navegó a cuatro nudos (7,4 km/h) durante horas y horas.
Las embarcaciones se construyeron como catafractos, o barcos «protegidos», es decir, con una cubierta completa, para poder transportar mejor a los infantes de marina y a las catapultas; también tenían unas estructuras anexas al casco principal en las que se disponían los remeros. Estas permitían fortalecer el casco, aumentar la capacidad de carga y mejorar las condiciones de los remeros. La teoría generalmente aceptada con respecto a la disposición de los remeros en quinquerremes es que había conjuntos —o filas— de tres remos, uno encima del otro, con dos remeros en cada uno de los dos remos superiores y uno en el inferior (un total de cinco remeros por fila), orden que se repetía a lo largo de los costados de la galera en las veintiocho filas de cada borda, por lo que había un total de doscientos ochenta remeros.
En 260 a. C. los romanos se propusieron construir una flota y utilizaron un quinquerreme cartaginés naufragado como modelo para el suyo. La falta de experiencia en construcción naval hizo que construyeran copias que eran más pesadas que las embarcaciones cartaginesas, lo que las hacía más lentas y menos maniobrables. El quinquerreme fue el caballo de batalla de las flotas romanas y cartaginesas durante las guerras púnicas, aunque también se mencionan ocasionalmente a los hexarremes —seis remeros por banco—, a los cuatrirremes —cuatro remeros por banco— y a los trirremes —tres remeros por banco—. Tan ubicuo era este tipo de navío que Polibio lo usa como sinónimo de «buque de guerra» en general. Un quinquerreme contaba con una tripulación de trescientos hombres, de los cuales doscientos ochenta eran remeros y veinte tripulantes y oficiales de cubierta. Normalmente también llevaba una dotación de cuarenta infantes de marina, número que aumentaba hasta los ciento veinte cuando se preveía un combate inminente.

El corvus, el sistema de abordaje romano.

Conseguir que los remeros remaran como una unidad, así como ejecutar maniobras de batalla más complejas, requería un entrenamiento largo y arduo, y al menos la mitad de los remeros necesitarían tener algo de experiencia para que el barco se pudiera manejar con eficacia. Como resultado, los romanos estaban inicialmente en desventaja frente a los cartagineses, más experimentados, por lo que para contrarrestar la superioridad cartaginesa, los romanos introdujeron el corvus, un puente de 1,2 metros de ancho y 11 metros de largo, con una púa pesada en la parte inferior, que diseñaron para perforar y anclar en la cubierta de un barco enemigo. Esto permitió a los legionarios romanos que actuaban como infantes de marina, abordar barcos enemigos y capturarlos, en lugar de emplear la táctica tradicional de embestir. Todos los buques de guerra estaban equipados con un ariete y un juego triple de hojas de bronce de sesenta centímetros de ancho que pesaban hasta doscientos setenta kilogramos colocados en la línea de flotación. Se fabricaban individualmente por el método de la cera perdida para encajarlas de manera inamovible en la proa de la galera y se aseguraban con púas de bronce.
El abordaje se había vuelto cada vez más común y había ido sustituyendo a la embestida como sistema de ataque durante el siglo anterior a las guerras púnicas, ya que los buques más grandes y pesados adoptados en este período carecían de la velocidad y maniobrabilidad necesarias para arremeter al enemigo, al tiempo que la construcción más robusta de los cascos reducía el efecto del ariete incluso en el caso de un impacto directo del espolón. La adopción romana del corvus fue una continuación de esta tendencia y compensó su falta inicial de conocimientos náuticos. Sin embargo, el peso adicional en la proa que suponía el nuevo elemento restaba maniobrabilidad al barco y, en condiciones de mar agitado, el corvus se volvía inútil y peligroso para la estabilidad de la nave. En 255 a. C., la flota romana quedó destrozada por una tormenta mientras regresaba de África: 384 barcos se hundieron de un total de 464 y 100 000 hombres se ahogaron. Es posible que la presencia del corvus hiciera especialmente inestables los barcos romanos y no hay registro de que se haya utilizado después de este desastre.

## Preludio
La flota cartaginesa se reunió en Cartago a fines de la primavera de 256 a. C., antes de zarpar hacia Lilybaeum (la actual Marsala), su principal base en Sicilia, para reabastecerse y embarcar soldados para usarlos como marines. Luego navegó hacia el este a lo largo de la costa de Sicilia hasta Heraclea Minoa, la más oriental de las ciudades sicilianas que aún conservaban los cartagineses y se le unieron los barcos que ya operaban desde Sicilia, al menos 62 y probablemente más. Estos aumentaron a la flota cartaginesa hasta 350 barcos, casi todos quinquerremes, comandados por Hannón, que había sido derrotado en Agrigento seis años antes, y Amílcar, el vencedor de la batalla de Thermae —no confundir con Amílcar Barca—.
La flota romana, formada por 330 buques de guerra, la gran mayoría quinquerremes, se reunió aproximadamente al mismo tiempo, probablemente en Ostia, el puerto de Roma. Fueron acompañados por un número indeterminado de transportes, en su mayoría con caballos de batalla. Los dos cónsules del año, Marco Atilio Régulo y Lucio Manlio Vulsón Longo, recibieron el mando de la flota, cada uno navegó en un hexareme, siendo los únicos barcos más grandes que participaron en la batalla. La flota romana navegó hacia el sur a lo largo de la costa italiana, llegaron a Sicilia desde Messana y navegaron hacia el sur y luego hacia el oeste hasta la rada de Phintias (Licata moderna) donde se reunieron con el ejército romano en Sicilia. Embarcaron a 80 legionarios escogidos en cada buque de guerra, con la intención de desembarcarlos en África en pos de su objetivo estratégico o de complementar a los marines de las galeras por si la armada cartaginesa los desafiaba.
En total, la flota romana tenía 140 000 hombres a bordo: remeros, otra tripulación, infantes de marina y soldados. El número de cartagineses se conoce con menos certeza, pero Polibio lo estimó en 150 000, y la mayoría de los historiadores modernos apoyan ampliamente esto. Si estas cifras son aproximadamente correctas, entonces la batalla de Ecnomo es posiblemente la batalla naval más grande de todos los tiempos, por el número de combatientes involucrados.
En lugar de navegar directamente desde Phintias hacia el norte de África, los romanos pusieron rumbo hacia el oeste, con la intención de cruzar el estrecho de Sicilia en su punto más estrecho. Los barcos de la época, especialmente las galeras menos aptas para navegar, se mantenían a la vista de la tierra siempre que era posible por lo que esto minimizaría el tiempo que la flota pasaba en mar abierto. Los cartagineses conocían las intenciones romanas y anticiparon correctamente su ruta, interceptaron a la flota romana al este de Heraclea Minoa, después de que hubieran dejado Licata. Se dice comúnmente que las flotas se encontraron frente al cabo Ecnomo, inmediatamente después de que los romanos abandonaran Licata. Sin embargo, esto no es compatible con Polibio, o cualquier otra fuente primaria, por lo que es una convención moderna. El historiador medieval Juan Zonaras cita a Dion Casio para ubicar la batalla inmediatamente al este de Heraclea Minoa.

## Batalla

Serie de mapas esquemáticos que muestran el desarrollo de la batalla.

La flota romana se desplegó en cuatro escuadras de tamaño desigual y perlongó la costa siciliana en formación compacta. Las dos primeras escuadras (I y II) iban en vanguardia, con las naves formando una cuña. Un cónsul mandaba cada escuadra: Vulsón la de la derecha y Reǵulo la de la izquierda. Sus hexarremes navegaban juntos en la «punta» de la cuña. La tercera escuadra (III) marchaba detrás: era la que remolcaba los transportes y la cuarta (IV) avanzaba desplegada en línea, protegiendo la retaguardia de la formación. Los cartagineses navegaron hacia el este: esperaban encontrar a la flota romana, y posiblemente pequeños barcos exploradores advirtieron de su aproximación. Estaban organizados en tres escuadras de tamaño desigual, dispuestas en una sola línea al frente con su flanco izquierdo en dirección a tierra (1). El centro cartaginés (2) lo mandaba Amílcar y la derecha, (3) Hannón. Las flotas se avistaron y ambas avanzaron.
Mientras las dos escuadras romanas que iban en cabeza, la primera y la segunda, se dirigían hacia el centro de la línea enemiga, Amílcar fingió retirarse con su escuadra, la segunda, probablemente remando en reversa, y los cónsules lo persiguieron. La tercera escuadra romana, que remolcaba los transportes, se quedó atrás: se abrió un hueco entre las dos que iban en vanguardia y las otras dos que se encontraban en la retaguardia. Ambas alas cartaginesas se abalanzaron sobre estas últimas, dejaron atrás el centro romano e intentaron atacar desde los flancos para evitar el corvus, el mecanismo de abordaje romano. La primera escuadra cartaginesa, la más cercana a la costa, atacó a los buques de guerra romanos que remolcaban a los transportes, que habían quedado al descubierto por el avance de las dos principales escuadras, por lo que soltaron sus remolques para poder maniobrar. La tercera escuadra cartaginesa, mandada por Hannón y que estaba compuesta por los barcos cartagineses más rápidos y maniobrables, atacó a la escuadra que cubría la retaguardia de la formación enemiga, cuya derrota estorbaban los transportes ya a la deriva. Cuando el centro romano quedó separado de las dos escuadras más atrasadas, Amílcar y sus barcos de la segunda escuadra cartaginesa viraron para enfrentarse a los romanos que los perseguían. Por tanto, la batalla se dividió en tres luchas separadas.
Tanto los historiadores modernos como los antiguos han sugerido que la retirada de Amílcar tenía la intención de romper la compacta formación romana y permitir a los cartagineses usar su mayor habilidad táctica para superar la amenaza de los corvus y embestir a los barcos romanos por las bordas o por la popa. En la época de Ecnomo, ni la velocidad ni la maniobrabilidad de los barcos romanos, ni las habilidades de sus tripulaciones, estaban a la altura de las de los cartagineses. Los romanos se volvieron más hábiles durante los cuatro años posteriores a la construcción de su primera armada, mientras que el reciente gran aumento en el tamaño de la armada cartaginesa significaría que muchas de sus tripulaciones tendrían poca experiencia. En consecuencia, la superioridad en la maniobrabilidad de sus barcos y la habilidad marinera de sus tripulaciones fue menor de lo que pensaban; además, los barcos romanos, de sólida construcción, eran menos vulnerables a las embestidas. Los tres combates pronto se tornaron confusos, restando importancia a la pericia marinera. Por otro lado, cuando los romanos pudieron emplear el corvus, gozaron en los abordajes de la ventaja que suponían en los combates los legionarios veteranos y fuertemente armados que habían embarcado para transportar a África.
Los jefes de la tercera escuadra romana se sintieron superados y se retiraron hacia la orilla, maniobra que los cartagineses de la primera escuadra no pudieron impedir, pese a que las naves romanas no se hallaban en buena posición para llevarla a cabo. Una vez allí, los navíos de la tercera escuadra romana adoptaron una posición defensiva: se detuvieron en aguas poco profundas, de espaldas a tierra, para que dificultar que los cartagineses pudieran atacar sus flancos y tuvieran que enfrentarse al corvus si atacaban desde proa. Pese a ello, el combate que se libró allí fue el que puso en mayores apuros a los romanos. La escuadra romana más atrasada también fue vencida por la tercera de los cartagineses: aunque presentó una denodada resistencia, su situación se volvió desesperada.
La batalla se decidió en la lucha que sostuvieron los centros de las dos flotas: la primera y segunda escuadras romanas contra la segunda cartaginesa. Los romanos apresaron y hundieron varios barcos cartagineses, aunque estos últimos también hundieron varios navíos. Después de una larga lucha, las tripulaciones de los barcos supervivientes del centro cartaginés se desanimaron y huyeron. El centro romano interrumpió la persecución que había emprendido en respuesta a las señales de los cónsules regresó para socorrer a las dos escuadras que se encontraban en retaguardia y para rescatar a los transportes a la deriva. La escuadra de Vulsón atacó a la primera cartaginesa y la de Régulo hizo lo propio contra la de Hannón. Régulo se acercó a los cartagineses desde su lado desprotegido, amenazándolos así con atraparlos entre sus naves y las de la cuarta escuadra romana contra las que ya combatían, pero Hannón se retiró con algunos de los barcos, que pudieron zafarse del combate. Régulo acudió entonces para reforzar la acometida de Vulsón contra la primera escuadra enemiga, la única que seguía luchando. Fue entonces cuando los cartagineses sufrieron las mayores pérdidas; cincuenta de sus barcos, atrapados contra la costa y muy superados en número, se rindieron. Después de un prolongado y confuso día de lucha, los cartagineses terminaron siendo vencidos contundentemente: treinta de sus navíos fueron hundidos, otros sesenta y cuatro y entre treinta mil y cuarenta mil hombres, apresados. Los romanos, por su parte, perdieron veinticuatro naves, que se hundieron durante la batalla, y diez mil hombres, que perecieron en el combate.

## Consecuencias

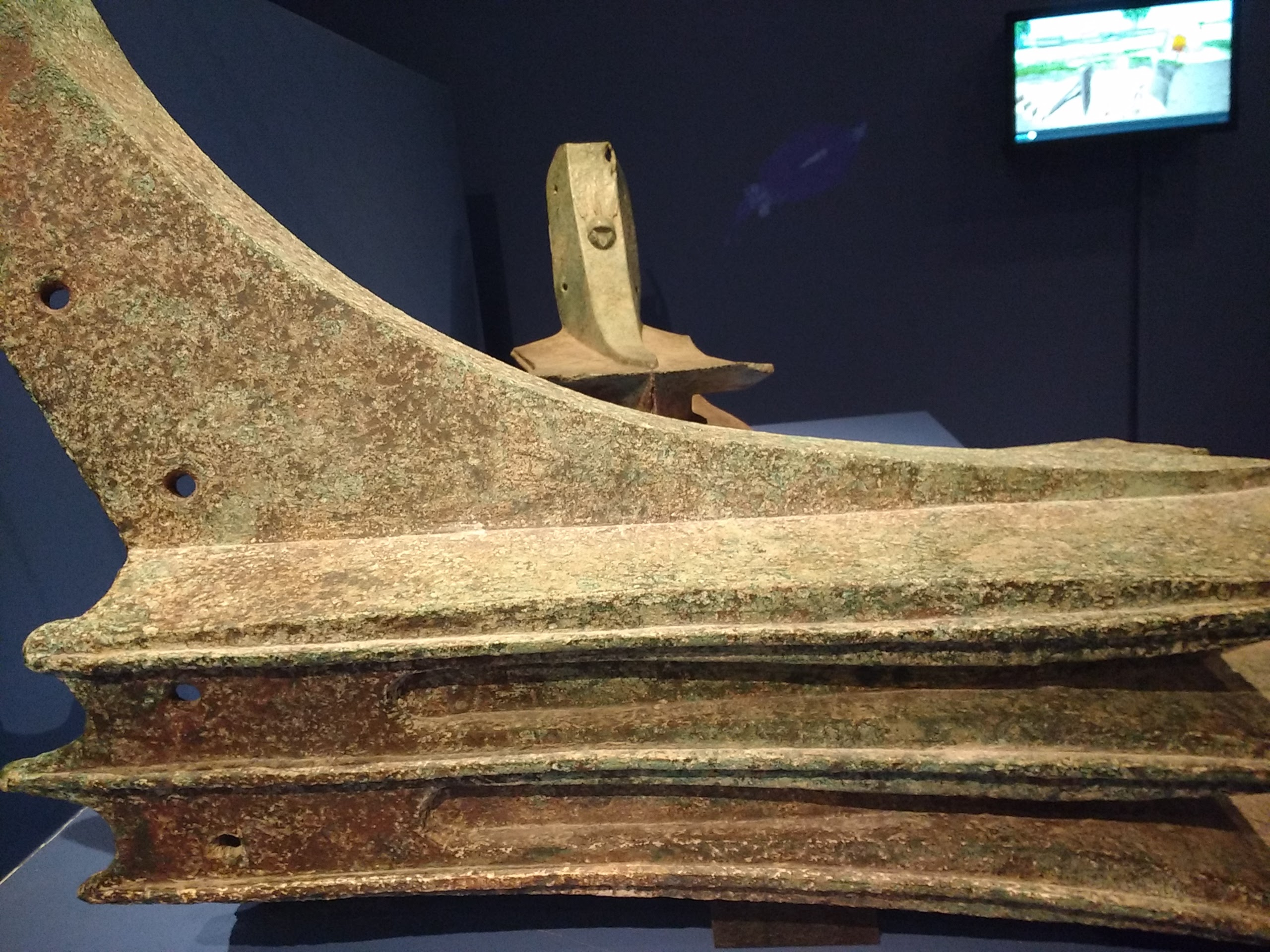
Ariete naval cartaginés, c. 240 a. C., se pueden observar las hendiduras hacia el fondo, probablemente de proa a proa en contacto con otra embarcación.

Los romanos desembarcaron en Sicilia después de la batalla para realizar reparaciones a la flota, permitir descansar a las tripulaciones y reorganizar sus fuerzas. Las proas de los barcos cartagineses capturados se enviaron a Roma para adornar la rostra del Foro, según la tradición iniciada después de la batalla de Milas. La flota cartaginesa volvió a África, donde se preparó para luchar de nuevo, pero se encontraba al oeste del cabo Bon cuando el ejército romano al mando de Régulo desembarcó junto a Aspis —actual Kélibia—, que sitió. Vulsón regresó a Roma y celebró un triunfo. Amílcar y cinco mil quinientos soldados cartagineses regresaron de Sicilia para reforzar el ejército en África.
La invasión de Régulo inicialmente fue bien y en 255 a. C. los cartagineses pidieron la paz, pero los términos que les propuso Régulo fueron tan duros que optaron por seguir luchando y derrotaron a su ejército. Los romanos enviaron una flota para evacuar a los supervivientes y los cartagineses intentaron evitarlo, pero sufrieron una grave derrota en la batalla del cabo Hermeo, en la que el enemigo les arrebató ciento catorce barcos. La flota romana, a su vez, fue destruida por una tormenta mientras regresaba a Italia, en la que perdieron 384 barcos y 100 000 hombres, porque, posiblemente, la presencia del corvus hiciera menos marineros los barcos romanos y no existe constancia de que hayan sido utilizados después de este desastre.
La guerra finalmente terminó en 241 a. C. con una victoria romana en la batalla de las islas Egadas, que precedió al acuerdo de paz. A partir de entonces, Roma fue la principal potencia militar en el Mediterráneo occidental y, cada vez más, en la región mediterránea en su conjunto. El inmenso esfuerzo de construir mil galeras durante la guerra sentó las bases del dominio marítimo de Roma en el Mare nostrum durante seiscientos años.